# Lycoming O-235
Le Lycoming O-235 est une famille de moteurs d'avions produits par Lycoming Engines. Le nom du moteur a pour origine ses caractéristiques: O pour "opposed" (moteur à plat avec cylindres opposés) et 235 pour sa cylindrée en pouce cube (soit 3,82 litres).

## Caractéristiques
Les Lycoming O-235 sont des moteurs 4 cylindres, allumés par 2 magnétos, refroidis par air, et développant jusqu'à 125 ch à 2 800 tours par minute (suivant les modèles).
Le premier Lycoming O-235 a été certifié le 11 février 1942.
Le moteur consomme environ 25 l/h.
Il existe plus de 40 modèles :
- O-235
- O-235-A
- O-235-B
- O-235-AP
- O-235-BP
- O-235-C
- O-235-C1
- O-235-C1A
- O-235-C1B
- O-235-C1C
- O-235-C2A
- O-235-C2B
- O-235-C2C
- O-235-E1
- O-235-E1B
- O-235-E2A
- O-235-E2B
- O-235-F1
- O-235-F1B
- O-235-F2A
- O-235-F2B
- O-235-G1
- O-235-G1B
- O-235-G2A
- O-235-G2B
- O-235-H2C
- O-235-J2A
- O-235-J2B
- O-235-K2A
- O-235-K2B
- O-235-K2C
- O-235-L2A
- O-235-L2C
- O-235-M1
- O-235-M2C
- O-235-M3C
- O-235-N2A
- O-235-N2C
- O-235-P1
- O-235-P2C
- O-235-P3C
- O-235-P2A

## Utilisation
Les Lycoming O-235 sont utilisés pour les modèles d'entrée de gamme de l'aviation générale. Ils sont prisés pour leur faible consommation.
Ils sont utilisés sur de nombreux appareils dont:
- AAA Vision
- Aero Boero AB-95
- Aeromot AMT 600 Guri
- Aeronca 7 Champion
- Aerotec Uirapuru
- American Aviation AA-1 Yankee Clipper
- Beechcraft Skipper
- Cessna 152
- ERCO Ercoupe
- Gyroflug SC01
- Piper J-5 Cub Cruiser
- Piper PA-12 Super Cruiser
- Piper PA-14 Family Cruiser
- Piper PA-16 Clipper
- Piper PA-20 Pacer
- Piper PA-38
- Robin DR-200
- Robin DR-221
- Robin DR-300
- Robin DR-400
- Robin HR-200
- Robin R 2000
- Robin X4
- Rutan Long-EZ
- SITAR GY-100 Bagheera
- Stinson 108
- Stits Playboy
- Wag-Aero CUBy
- Zenith CH 2000